# Ed Heinemann
Pour les articles homonymes, voir Heinemann.
Edward Henry Heinemann, dit Ed Heinemann, né le 14 mars 1908, décédé le 26 novembre 1991, était un ingénieur aéronautique américain. Il a fait la majeure partie de sa carrière à la Douglas Aircraft Company, pour laquelle il a conçu notamment les légendaires AD Skyraider et A-4 Skyhawk.

## Biographie
Heinemann est né dans le Michigan (États-Unis) mais grandit en Californie, à Los Angeles. Il commença en tant que dessinateur au sein de la Douglas Aircraft Company en 1926, mais fut licencié la même année. Il rejoint de nouveau Douglas quelques années plus tard et devient ingénieur en chef en 1936. Il resta avec cette compagnie jusqu'en 1960.
En 1962, il fut nommé vice-président ingénieur de General Dynamics. À ce titre, il participa au développement du F-16.

## Histoire
Ed Heineman developpa plus d'une vingtaine d'avions pour le compte de l'US Navy.
- Douglas SBD Dauntless
- A-20 Havoc
- A-26 Invader
- A-1 Skyraider
- A-3 Skywarrior
- A-4 Skyhawk
- F3D Skyknight
- F4D Skyray
- Skyrocket et Skystreak, avion de recherche.